# Rinsola Babajide
Omorinsola Omowunmi Ajike Babajide née le 17 juin 1998 à Londres en Angleterre est une footballeuse internationale nigériane qui joue au poste d'ailière à l'AS Roma.

## Biographie

### Carrière en club

#### De Crystal Palace à Watford: 2014–2018
Babajide commence sa carrière en 2014 au Crystal Palace, où elle évolue durant la saison 2014-2015. Elle y dispute neuf rencontres en équipe première, inscrivant deux buts, et effectue également deux apparitions avec l'équipe réserve. Elle marque son premier but avec le club londonien lors d'un match nul 3-3 contre Cambridge United (en) le 5 octobre 2014, après avoir participé au match d'ouverture de la saison face à Denham United, remporté 2-0.
En janvier 2015 elle rejoint les Millwall Lionesses, avec qui elle effectue ses débuts professionnels le 18 mars lors d'un match de FA WSL contre les London Bees (en).
Deux ans plus tard, en février 2017, Babajide signe au Watford Ladies (en). Elle inscrit son premier but en compétition lors d'un match de la FA WSL Spring Series face aux London Bees soldé par une défaite 3-2. Elle termine cette phase comme co-meilleure buteuse du club avec trois réalisations.

#### Liverpool: 2018–2022
Le 25 janvier 2018, son transfert à Liverpool est officialisé. Lors de la saison 2018-2019, elle termine deuxième meilleure buteuse du club avec deux réalisations. La saison suivante, en 2019-2020, elle occupe de nouveau le rang de co-deuxième meilleure buteuse avec un but inscrit. Durant la seconde moitié de la saison 2020-2021, elle n'est plus alignée en match après avoir refusé de s'entraîner avec l'équipe première, et est alors réaffectée au groupe de développement,. Le 26 juillet 2021, Babajide est prêtée pour une saison à Brighton & Hove Albion afin de retrouver du temps de jeu au plus haut niveau. Le 8 janvier 2022, son contrat avec Liverpool est résilié d'un commun accord. Elle quitte le club après y avoir disputé 58 matchs et inscrit 21 buts depuis son arrivée en janvier 2018.

#### Passage en Espagne: 2022–2025
En janvier 2022, Babajide quitte l'Angleterre et s'engage avec le club espagnol du Real Betis, où elle évolue pendant 18 mois,. avant de signer le 3 juillet 2023 un contrat de deux ans avec un autre club espagnol, l'UDG Tenerife.
Après la fin de son aventure en Espagne, elle s'engage avec l'AS Roma, club de première division italienne, le 14 juillet 2025.

### Carrière internationale
Née en Angleterre de parents nigérians, Babajide était éligible pour représenter l'Angleterre ou le Nigeria. Elle a d'abord évolué avec les sélections de jeunes anglaises, des moins de 19 ans jusqu'aux moins de 21 ans. En août 2018, elle fait partie de l'équipe d'Angleterre U20 qui décroche la médaille de bronze à la Coupe du monde féminine de football des moins de 20 ans 2018. En septembre 2020, elle est convoquée pour un stage d'entraînement avec l'équipe nationale senior anglaise.
Cependant, en raison de ses origines nigérianes, Babajide restait également éligible pour jouer avec le Nigeria. En octobre 2023, elle décide de changer d'allégeance internationale et est convoquée pour la première fois avec les Super Falcons ce même mois. Elle fait ses débuts le 25 octobre 2023, en tant que titulaire lors du match nul 1-1 contre l'Éthiopie dans le cadre des qualifications aux Jeux olympiques de 2024.
Le 6 juillet 2025, elle inscrit son premier but en sélection et délivre une passe décisive lors de son premier match en Coupe d'Afrique des nations féminine de football, contribuant à la victoire du Nigeria face à la Tunisie en match d'ouverture de l'édition 2024.

## Palmarès

### En équipe nationale
Angleterre U20
- 3e de la Coupe du monde des moins de 20 ans en 2018

 Nigeria
- Vainqueur de la Coupe d'Afrique des nations 2024